# 赤西伶王
赤西 伶王（あかにし れお、1987年12月11日 - ）は、日本の俳優、歌手。
東京都出身。レッド・ウエスト所属。赤西仁は実兄。

## 来歴
2008年、『飛行機雲 〜DJから特攻隊へ愛を込めて〜』で舞台デビュー。2009年公開の『三十九枚の年賀状』で映画デビューする。
2012年10月8日、「礼保」に改名し、所属事務所を「株式会社PORT REVE」に移籍して再始動すると自身のTwitterで発表。
2016年9月より「赤西礼保」としてアーティスト活動を開始、10月23日オフィシャルサイトを開設、12月23日ファーストライブを行う。
2018年に独立して個人事務所「レッド・ウエスト」を立ち上げる。
2019年5月17日に1st Album『One Possibility One Solution』をリリース。そして発売日から【チケット無料 武者修行の全国ツアー】  Leo Akanishi LIVE TOUR 2019 One Possibility One Solutionを開始し、手売りでアルバムを2,000枚売り切るまで東京に帰れないという企画を実施。ライブのない平日には、路上ライブなどをしながら車で全国を回り、76日目で目標を達成。2020年1月21日に公式ファンクラブを開設し、22日に初の配信シングル曲『Last To Stand』を発売。
2025年1月1日、「赤西伶王」に改名。

## ディスコグラフィー

### オリジナルアルバム
|     | 発売日        | タイトル                   | オリコン |
| --- | ------------- | -------------------------- | -------- |
| 1st | 2019年5月17日 | OnePossibility OneSolution | ー       |
| 2nd | 2021年1月16日 | re:Start                   | ー       |

### デジタルシングル
|     | 配信日         | 作品名                             | 販売形態                                     | 収録アルバム |
| --- | -------------- | ---------------------------------- | -------------------------------------------- | ------------ |
| 1st | 2020年1月22日  | Last To Stand                      | サブスクリプション音楽ストリーミングサービス | re:Start     |
| 2nd | 2020年2月28日  | １０年後の僕宛に手紙を書いておこう | サブスクリプション音楽ストリーミングサービス | re:Start     |
| 3rd | 2020年3月31日  | Pussycat                           | サブスクリプション音楽ストリーミングサービス | re:Start     |
| 4th | 2020年4月30日  | SHAKE                              | サブスクリプション音楽ストリーミングサービス | re:Start     |
| 5th | 2020年5月31日  | Baby                               | サブスクリプション音楽ストリーミングサービス | re:Start     |
| 6th | 2020年6月30日  | Touch&Kiss                         | サブスクリプション音楽ストリーミングサービス | re:Start     |
| 7th | 2020年8月31日  | Oh My Little Girl                  | サブスクリプション音楽ストリーミングサービス | re:Start     |
| 8th | 2020年12月25日 | ありがとうメリークリスマス         | サブスクリプション音楽ストリーミングサービス | re:Start     |

## 出演

### 舞台
- 飛行機雲 〜DJから特攻隊へ愛を込めて〜（2008年9月、東京芸術劇場） - 主演[2]
- イタズラなKiss（2008年11月 - 12月、シアターサンモール）
- ちはやぶる神の国 〜異聞 本能寺の変〜（2010年6月、俳優座劇場）
- abc★赤坂ボーイズキャバレー〜心ごと脱げ!〜（2010年8月、赤坂ACTシアター）
- 三銃士（2011年7月21日 - 24日、日生劇場） - 主演・ダルタニアン 役[1][10]
- オレンジ 命の奇跡（2012年2月 - 3月、銀座博品館劇場）
- ミュージカル『コードギアス 反逆のルルーシュ -魔人に捧げるプレリュード』（2012年6月 - 7月、天王洲 銀河劇場）- ロロ・ランペルージ 役
- big the Musical（2018年4月、銀座博品館劇場）- ジョシュ 役（観月ゆうじとW主演）
- あ・うん♡グループ 第二回公演『侍三銃士』（2018年8月、銀座博品館劇場）- ダルタニアン 役
- ボクらの罪団 第五犯公演『プレイ –kill time for ×××–』（2018年9月、築地本願寺ブディストホール）
- 吾輩は狸である（2022年10月5日 - 9日、CBGKシブゲキ!!） - 主演・ロミ丸 役[11][12]
- 真夜中の戦士（2024年11月23日 - 12月1日、すみだパークシアター倉） - 主演[13]
- 朗読劇「スタートライン」（2025年7月6日、ランドマークホール）[14]

### 映画
- 三十九枚の年賀状（2009年）- 河村彰 役
- 育子からの手紙（2010年）- 副島剛 役
- メサイア（2011年） - 小泉孝 役
- お遍路ガール〜四国88サイクリング〜（2017年）
- 多動力 THE MOVIE（2019年） ※友情出演[15]

### テレビドラマ
- さよなら、アルマ（2010年12月18日、NHK総合） - 王華峰 役
- 尾根のかなたに〜父と息子の日航機墜落事故〜 後編（2012年10月14日、WOWOW）
- みちのく麺食い記者 宮沢賢一郎第2作（2013年2月27日、テレビ東京） - 遠山聡志 役
- 大河ドラマ 八重の桜（2013年、NHK総合） - 杉田勇次郎 役
- 金曜プレステージ「出張鑑定人・宝来伝吉」（2014年4月25日、フジテレビ）
- 水曜ミステリー9 警視庁特捜対策室 迷宮捜査の女（2015年1月21日、テレビ東京）
- 土曜ワイド劇場 犯罪心理学教授・兼坂守の捜査ファイル2（2015年7月11日、朝日放送）- 冒頭のカップル 役

### 携帯サイト
- 発掘!イケメン大好き!（2008年）

### イベント
- 春の火災予防運動イベント（2011年3月6日、麻布十番） - 麻布消防署の一日特別救助隊長に就任[1]